# Creu de terme coberta
La Creu de terme coberta és una obra gòtica de la Selva del Camp (Baix Camp) inclosa a l'Inventari del Patrimoni Arquitectònic de Catalunya.

## Descripció
Creu de terme situada a l'antiga cruïlla de la carretera vella d'Alcover i el camí de la Mare de Déu que condueix a l'ermita de Paret Delgada, actualment accés secundari de la vila de la Selva del Camp. Aquesta creu inicialment no era coberta. Es va cobrir al segle xvi. S'aixeca damunt una plataforma quadrangular de més d'un metre d'alçada. De cada cantonada surt una pilastra de pedra picada que sosté una teulada a quatre vessants, coronada per una senzilla creueta de ferro.
Com la creu original es va perdre, en el seu lloc es va instal·lar la Creu del Cantó d'en Vaquer, de la qual es conservava el motlle. Es tracta d'una creu llatina amb la superfície dels braços decorada amb fulles de card, àngels i altres motius ornamentals. Està presidida per Crist crucificat, a l'anvers, i per la Verge amb el Nen, al revers. El nus de la creu està configurat per una motllura octogonal amb imatges de sants separades per pinaclets. El fust és una esvelta columna de pedra picada, de secció vuitavada.

## Història
Aquesta creu gòtica, sense coberta, data de 1297, i es cobreix posteriorment durat el segle xiv. Va ser destruïda l'any 1936, i en ser restaurada l'any 1953 es va col·locar una rèplica de la creu del Cantó d'en Vaquer (creu i nus), del segle xiv, de la qual se'n conservava el motlle. Recentment restaurada el 1990. La creu coberta era la fita inicial o terminal en els solemnes trasllats de la imatge de la Mare de Déu de Paretdelgada a la vila per motius diversos. També era el lloc on es rebia a l'arquebisbe quan aquest anava a la vila procedent d'Alcover o de Valls.